# 박한근 (축구 선수)
박한근(1996년 5월 7일 ~ ) 은 대한민국의 축구선수이다. 포지션은 골키퍼이다. 현 남양주 FC 소속으로 뛰고 있다.